# 프린세스 로열 빅토리아
프린세스 로열 빅토리아(Victoria Adelaide Mary Louise, 1840년 11월 21일~1901년 8월 5일)는 프로이센의 왕비이자 독일 제국의 2대 황후이다. 부군은 프리드리히 3세이며 영국의 빅토리아 여왕의 장녀였고, 프린세스 로열이었다. 빌헬름 2세의 모후이기도 하다.

## 생애

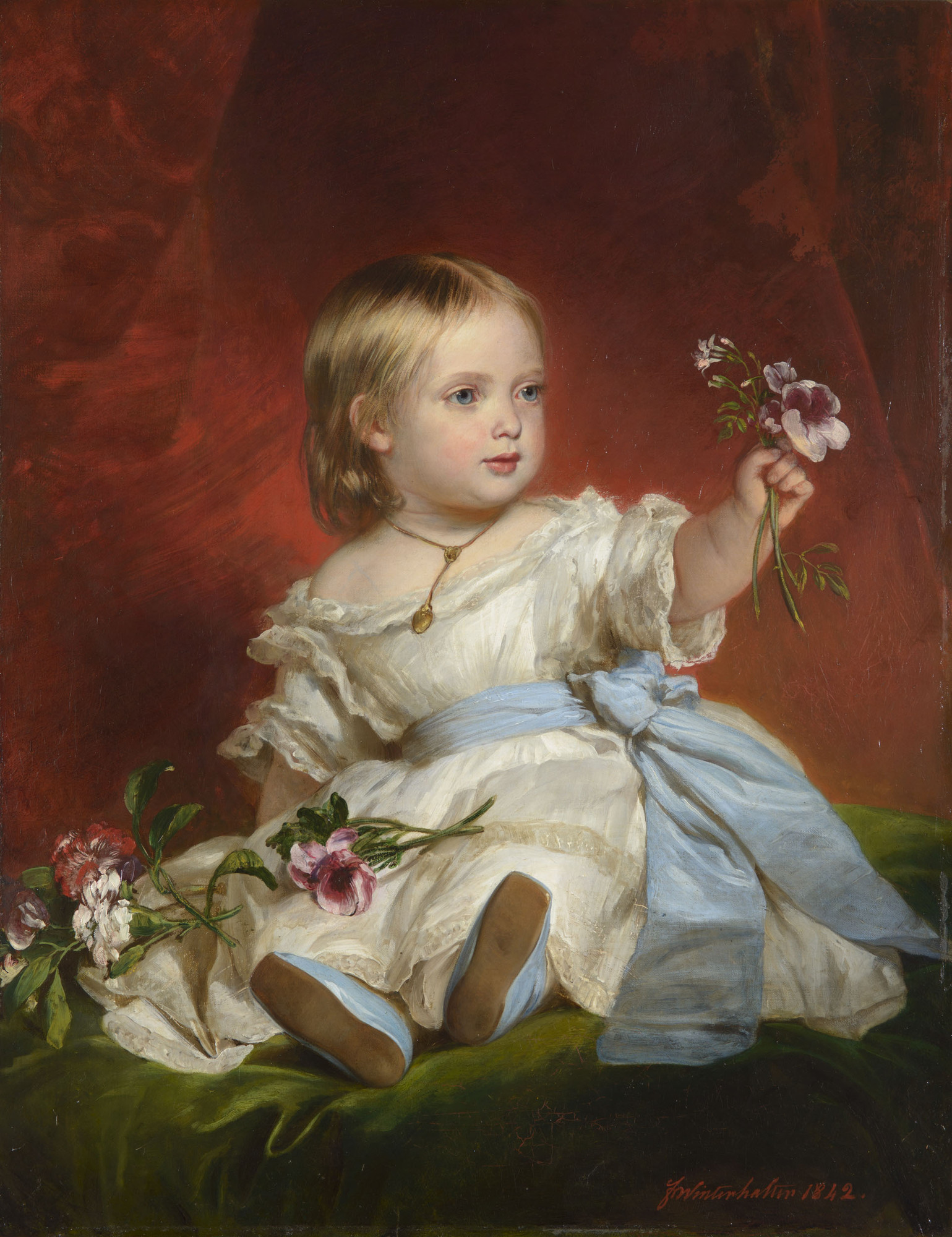
프린세스 로열 빅토리아(1842), 프란츠 빈터할터 그림

빅토리아는 가족들 사이에서 "비키"라는 별명으로 불렸다. 그리고 태어날 때부터 아주 뛰어난 우등생으로, 아버지인 앨버트 공으로부터 우수한 지성을 물려받아, 대공이 가장 사랑하는 딸이 되었다. 비키는 풍부한 재능을 가지고 있어서, 만약 남자로 태어났다면 위대한 군주가 되었을 거라는 설도 있다. 앨버트 공은 딸 빅토리아의 지성에 감탄하여, '저 아이의 마음은 아이같이 순수하지만, 생각하는 것은 마치 남자같다'라고 평가하였다.
작센코부르크고타 공국 출신의 아버지 앨버트는, 독일 통일의 꿈을 이루기 위해 장녀를 프로이센의 왕세자(후의 프로이센 왕이자 통일 독일 황제 프리드리히 3세)에게 시집보냈다. 1851년 런던 만국박람회를 방문한 왕세자를, 빅토리아 여왕은 따뜻하게 환영했다. 비키는 당시 10세였으나 발랄하고 즐거운 여자 아이로, 상대의 관심을 다른 곳으로 돌리지 않고, 당시 19세인 프리드리히 왕자를 잘 웃겼다고 한다. 두 명은 친해져서 편지 왕래를 하게 되었다.
1855년 다시 런던을 방문한 왕세자에게서 비키는 청혼을 받았다. 그녀는 프리드리히 왕자를 사랑해서, 곧 승낙했다. 1857년 비키는 프리드리히 왕자와 약혼하고, 1858년 1월 25일에 결혼했다. 그 뒤, 남편과의 사이에서 4남 4녀(장남은 빌헬름 2세, 셋째 딸 조피는 그리스 왕자 콘스탄티노스 1세와 결혼한다)를 두었다.
아버지의 영향을 받아 자유주의자였던 빅토리아는 비스마르크 재상과 시아버지인 빌헬름 1세와 대립했다. 빌헬름 1세는 1888년에 사망했으나, 그 때에는 이미 남편도 암에 걸려있었기 때문에 겨우 3개월 동안 황제의 자리를 지키고 있었다. 그리고 만년에는 아들인 빌헬름 2세가 식민지의 확대를 위해 어머니의 나라인 영국과의 대결정책을 추구함에 따라, 그녀를 괴롭게 했다. 전쟁을 눈앞에 두었을 때에는, 양국을 능숙하게 주선하여 전쟁을 회피할만큼 외교실력이 뛰어난 그녀는 독일 정치계에서 중요한 사람으로 여겨졌다. 어머니 빅토리아 여왕과는 4,000통 이상의 편지를 주고받았다. 1901년, 어머니와 같은 해에 세상을 떠났다.

## 영국 공주
빅토리아는 1840년 11월 21일, 빅토리아 여왕과 앨버트 공의 장녀로써 왕궁인 버킹엄 궁전에서 태어났다. 가족들은 그녀를 애칭인 비키(Vicky)로 불렀다.
태어났을 때, 빅토리아 여왕의 어머니인 빅토리아 폰 작센코부르크잘펠트가 입회하여, 첫 손녀의 탄생에 눈물을 흘렸다. 비키는 빅토리아 여왕과 앨버트 공 부부의 첫 아이였기 때문에, 남동생인 앨버트 에드워드(후의 에드워드 7세)가 태어날 때까지 잠정적인 왕위계승자였기 때문에 여러 가지 칭호를 수여받았다.
비키는 어릴 때부터 프랑스어, 독일어, 라틴어를 말할 수 있도록 교육받아서, 5살이 될 때까지 외국어를 잘 할 수 있게 되었다. 이렇듯 빨리 학문의 꽃을 꽃피운 빅토리아 공주를 여왕과 대공 부처는 사랑했다. 특히 앨버트 공은 장남인 앨버트 에드워드 왕자가 태어나, 왕위 계승권이 옮겨졌어도, 빅토리아 공주에게 경제학이나 철학을 가르쳤으며, 빅토리아 여왕과 앨버트 대공 모두 '이 아이가 남자였으면…' 하면서 총명한 장녀가 왕위를 물려받지 못하게 됨을 안타깝게 생각하였다. 하지만 아들들은 부모의 기대를 만족시키지 못하였다. 비키의 남동생으로 장남인 웨일스 공 에드워드는 왕위 계승자답지 않은 행동을 보여서 빅토리아 여왕이 '바보같은 아들'이라고 말할 정도였다. 그래서 빅토리아 여왕은 아들들보다 딸들을 사랑하게 되었으며, 그 중에서도 장녀인 비키에게 영국의 왕위를 잇게 하는 생각도 커져가고 있었다.

## 프로이센 왕세자빈
비키는 1858년 1월 25일에 프로이센 황태자 프리드리히와 결혼했다. 프로이센 측은 베를린에서 결혼식을 올려야 한다고 주장했지만 비키의 어머니 빅토리아 여왕은 런던에서 결혼식을 올려야 한다고 고집했다. 여왕은 프로이센 대사를 통해 "한 치도 양보할 수 없다. 대영제국 공주의 결혼식을 베를린에서 거행하는 것은 결코 있을 수 없는 일이다. 프로이센 왕실의 관례가 어떻든 이 일은 이미 확정된 것으로 알겠다. 다른 변명은 필요없다"고 단호하게 말했다. 결국 결혼은 영국의 세인트 제임스 궁전에서 치러졌다. 결혼 후, 베를린 왕궁에서 성대한 만찬회가 행해져 프로이센의 귀족들은 그녀를 따뜻하게 환영했다. 하지만, 프로이센 수상 오토 폰 비스마르크처럼 이 결혼으로 영국에서 프로이센에게 독일 연방의 통일에 관해 입을 닫은 게 아닌가 하고 비키를 증오하는 일부의 귀족들도 있었다. 슐레스비히홀슈타인 공국을 둘러싸고 덴마크와 프로이센이 다투었을 때, 시아버지 빌헬름 1세는 덴마크와 정전하도록 재촉했다. 비키의 친정인 영국 왕실에서 웨일스 공 에드워드의 아내가 덴마크의 알렉산드라 왕녀였기 때문이다. 즉, 빅토리아 여왕의 딸인 비키의 시댁과 며느리 알렉산드라의 친정인 슐레스비히홀슈타인 공국을 둘러싸고 싸우고 있었기 때문이다. 빅토리아 여왕은 이 일로 크게 마음을 아파했다.

## 독일의 황후
1888년 3월 9일에 시아버지인 독일 황제 빌헬름 1세가 사망했고 황태자인 프리드리히가 독일 황제 프리드리히 3세로 즉위하여 비키는 독일 황후가 되었다. 즉위 전부터 이미 남편인 프리드리히 3세는 후두암에 걸려 있었고, 살 날이 얼마 남지 않을 정도로 병이 심하여 독일 황제 즉위를 알리는 대관식을 행하지 않은 채 황제가 되었다.
공무를 집행하지 못할 정도로 병이 진행되고 있었다. 그리하여 황후인 비키가 황태자인 빌헬름의 섭정이 되어 같이 황제 대행으로 공무에 임했다. 독일 재상인 비스마르크를 싫어했던 비키와 황태자 빌헬름은 그를 무시했고, 스스로 정무를 맡고 있었다. 비키는 병으로 쓰러져 있는 남편 프리드리히 3세를 간병하면서 황후의 의무인 독일 연방의 왕비와 공비, 프로이센 귀족 부인들의 알현도 쉬지 않고 행했다. 황제 대행과 황후로서의 의무의 양립은 대단히 힘든 것이었지만, 귀족들 앞에서 피로를 보이지 않고 공무에 힘썼다. 사위의 병을 걱정한 빅토리아 여왕은 프리드리히 3세에게 영국의 의사단을 보냈지만, 그것이 맘에 들지 않았던 궁정 의사단과의 소규모 말다툼이 계속되어, 프리드리히 3세는 착실한 치료를 받을 수 없었다.
그리고, 비키를 곤란하게 한 것은 의사단의 진찰 결과가 서로 어긋나 있는 일이었다. 비키는 예부터 독일 황실을 받들고 있는 궁정 의사단의 결과를 존중하기 위해서 어머니 빅토리아 여왕이 보낸 영국 의사단을 돌려 보내려고 생각했지만, 어머니인 빅토리아 여왕의 면목을 위해서 영국에 의사단을 돌려 보낼 수 없었다.
의사단의 소규모 말싸움이 계속되면서 프리드리히 3세의 병도 진행되어, 제대로 된 진찰을 받지 못한 채로 6월 15일에 프리드리히 3세가 사망했다. 1888년 독일 황실인 호엔촐레른 가에 있어서는 재난의 해였다. 3월 9일에 빌헬름 1세가 사망, 프리드리히 3세가 6월 15일에 사망하여 독일 황제가 차례로 사망했다. 1년 안에 두 명의 황제가 바뀌었기 때문에 '세 황제의 해'라고 불린다.
이 때문에 비키는 3개월만 황후의 자리에 있었다.

## 자녀
남편 프리드리히 3세와의 사이에서 4남 4녀를 두었다.
| 사진 | 이름                        | 생일            | 사망                    | 기타 |
| ---- | --------------------------- | --------------- | ----------------------- | --- |
|      | 빌헬름 2세                  | 1859년 1월 27일 | 1941년 6월 4일 (82세)   | 아우구스테 빅토리아 폰 슐레스비히홀슈타인 공녀와 결혼, 슬하 6남 1녀. 헤르미네 폰 쇼엔나히카롤라트와 결혼, 자녀 없음. |
|      | 샤를로테 폰 프로이센 왕녀   | 1860년 7월 24일 | 1919년 10월 1일 (59세)  | 작센 마이닝겐공 베른하르트 3세와 결혼, 슬하 1녀.                                                                     |
|      | 하인리히 폰 프로이센 왕자   | 1862년 8월 14일 | 1929년 4월 20일 (66세)  | 이레네 폰 헤센다름슈타트 대공녀와 결혼. 슬하 3남.                                                                    |
|      | 지기스문트 폰 프로이센 왕자 | 1864년 9월 15일 | 1866년 6월 18일 (1세)   | 요절 |
|      | 빅토리아 폰 프로이센 왕녀   | 1866년 4월 12일 | 1929년 11월 13일 (63세) | 샤움부르크리페 공자 아돌프와 결혼 후 사별, 자녀 없음. 알렉산더 줍코프와 결혼 후 이혼, 자녀 없음.                     |
|      | 발데마르 폰 프로이센 왕자   | 1868년 2월 10일 | 1879년 3월 27일 (11세)  | 요절 |
|      | 조피 폰 프로이센 왕녀       | 1870년 6월 14일 | 1932년 1월 13일 (61세)  | 그리스 콘스탄티노스 1세와 결혼, 슬하 3남 3녀.                                                                        |
|      | 마르가레테 폰 프로이센 왕녀 | 1872년 4월 22일 | 1954년 1월 22일 (81세)  | 프리드리히 카를 폰 헤센 공자와 결혼, 슬하 6남.                                                                       |

## 갤러리

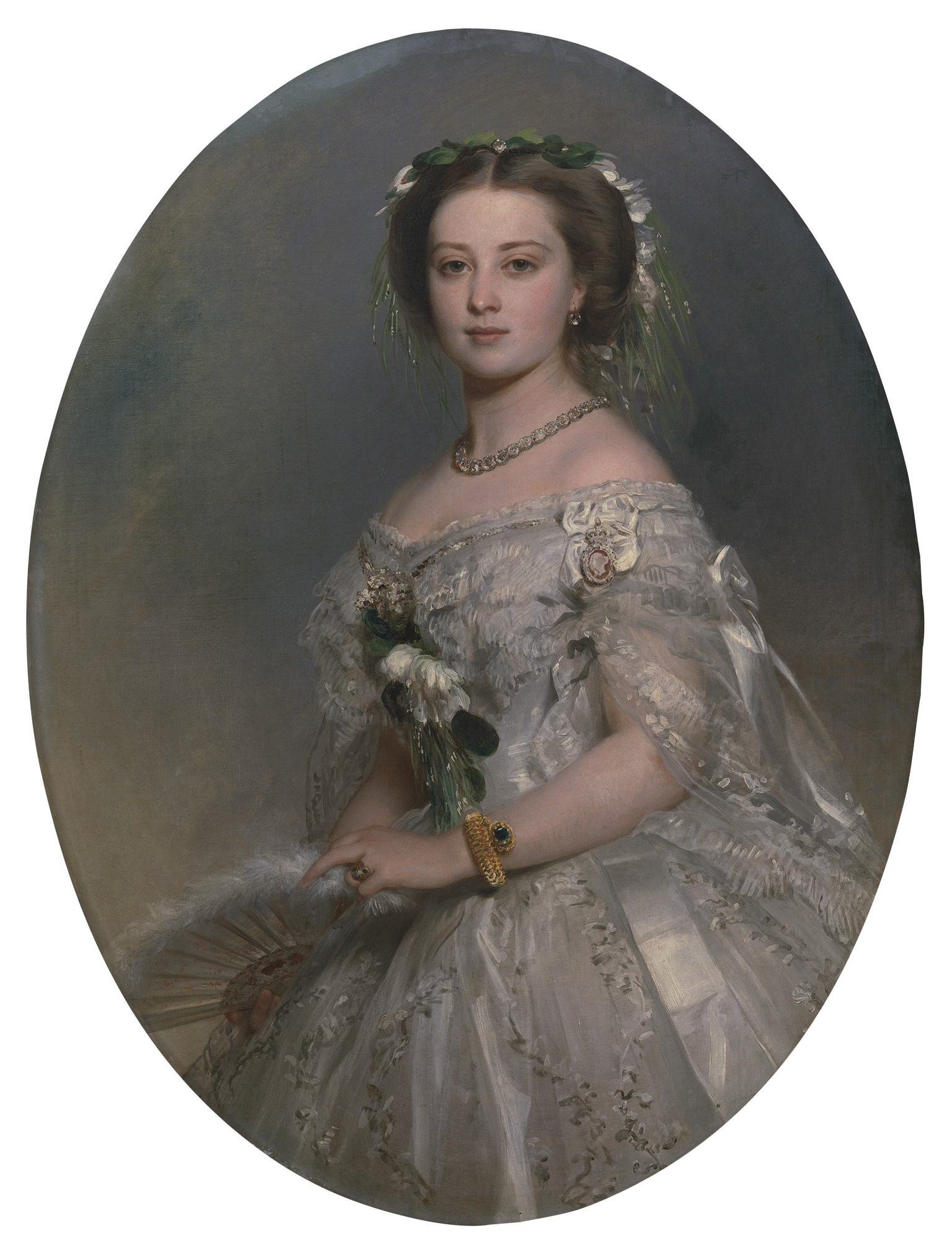
프린세스 로열 빅토리아(1857), 프란츠 빈터할터 그림
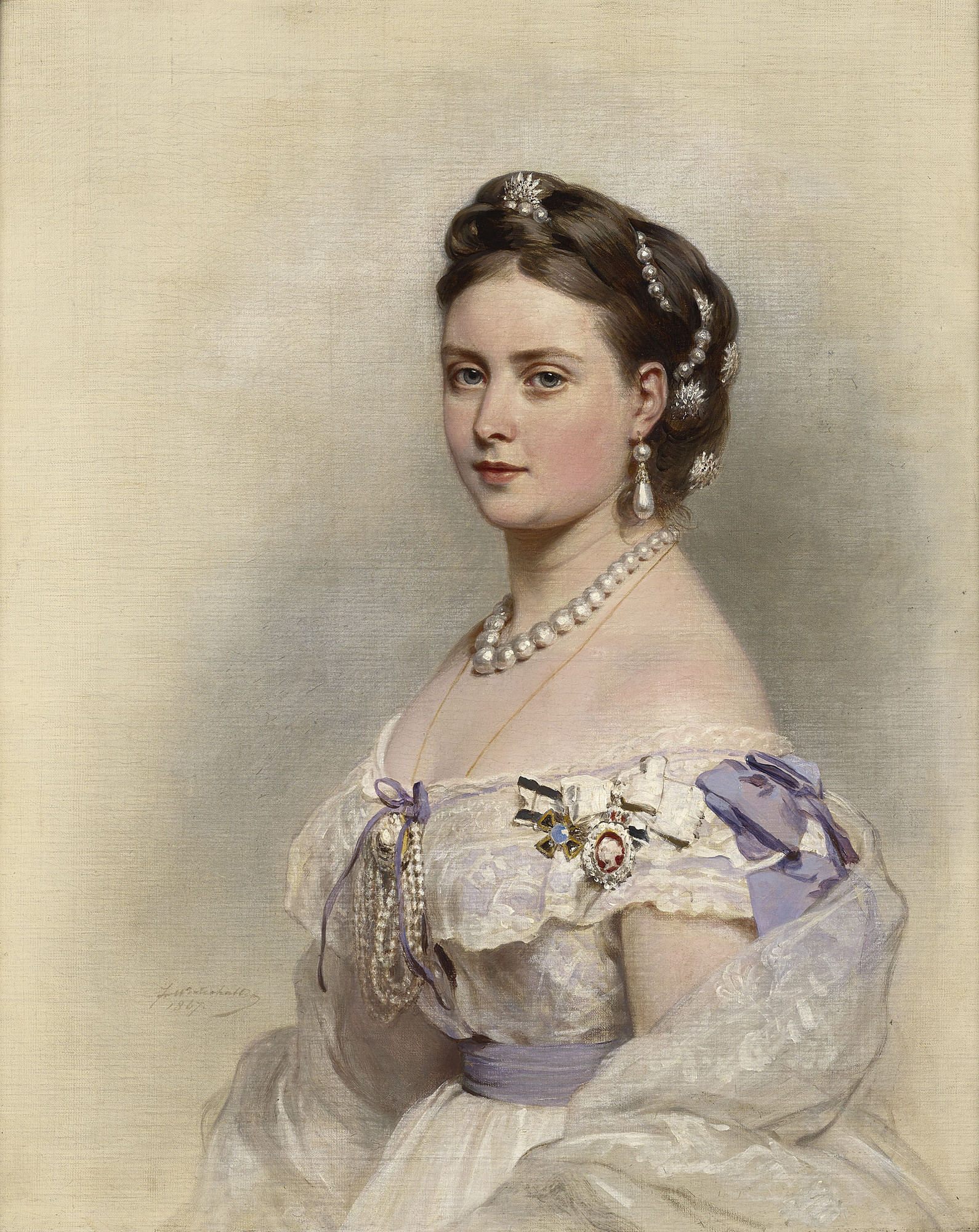
프린세스 로열 빅토리아(1867), 프란츠 빈터할터 그림